# Ciała ketonowe

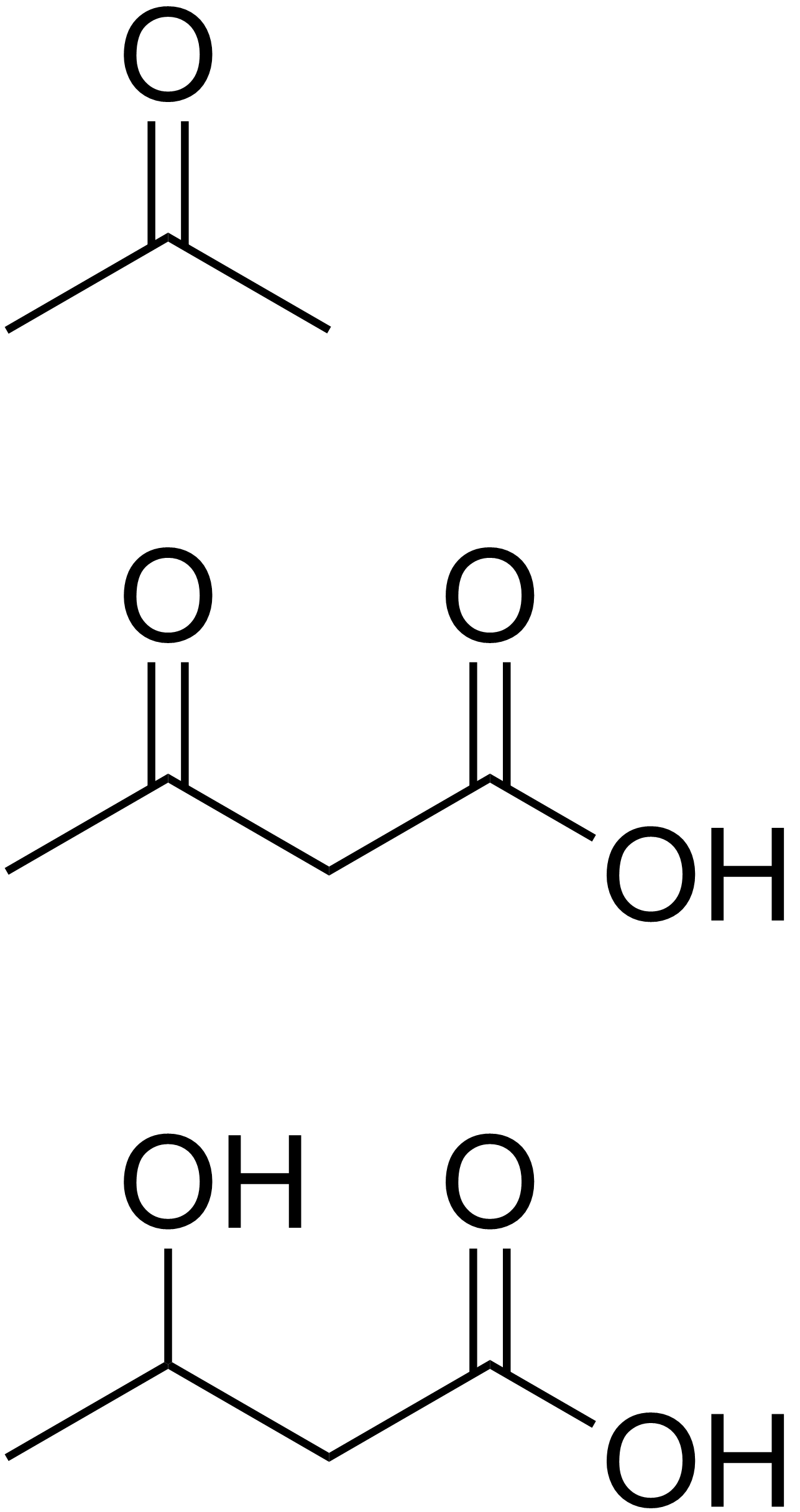
Związki zaliczane do ciał ketonowych, od góry:
aceton
kwas acetylooctowy
kwas β-hydroksymasłowy

Ciała ketonowe – grupa organicznych związków chemicznych będących pośrednimi metabolitami tłuszczów. Należą do nich:
- aceton (powstaje w wyniku spontanicznej dekarboksylacji acetooctanu)
- kwas acetylooctowy (w formie anionu – acetylooctan)
- kwas β-hydroksymasłowy (w formie anionu – β-hydroksymaślan)[a]

β-Hydroksymaślan powstaje w odwracalnej reakcji z acetylooctanu. Reakcja ta katalizowana jest przez dehydrogenazę D-(−)-hydroksymaślanową. Acetylooctan może ulec spontanicznej, nieodwracalnej  dekarboksylacji do acetonu:
| + NAD+ ⇄ | + NADH + H+ → | + CO 2 |

U człowieka głównym miejscem produkcji i wydzielania do krwi ciał ketonowych jest wątroba. Zwykle
skład procentowy wynosi:
- 75–80% kwasu β-hydroksymasłowego
- 20–25% kwasu acetylooctowego
- poniżej 2% acetonu

Jednak może on w pewnych warunkach ulegać zmianie.

## Ketogeneza
Ciała ketonowe są alternatywnym produktem utleniania wolnych kwasów tłuszczowych w wątrobie, a proces ich powstawania określa się terminem ketogeneza.
Stężenie ciał ketonowych w surowicy u zdrowych osób pozostających na typowej diecie nie przekracza 0,2 mmol/l.
Mózg, serce, mięśnie oraz nerki potrafią wykorzystywać je jako materiał energetyczny, ale w typowych warunkach głównym wykorzystywanym materiałem jest glukoza.
W pewnych warunkach metabolicznych dochodzi do zwiększenia produkcji ciał ketonowych. Najczęściej zachodzi to w cukrzycy przy znacznym niedoborze insuliny i może prowadzić do ketonemii i
kwasicy ketonowej, a w zaawansowanych przypadkach do ketonowej śpiączki cukrzycowej.
Stwierdzono, że nadmierne stężenie ciał ketonowych we krwi jest spowodowane raczej zwiększoną ich produkcją niż zmniejszoną przemianą w tkankach pozawątrobowych.
Inne przypadki kiedy dochodzi do zwiększonego produkowania ciał ketonowych to:
- głodzenie
- dieta niskowęglowodanowa
- nadużywanie alkoholu
- w ciąży przy ograniczeniu spożycia węglowodanów
- w czasie znacznego wysiłku fizycznego u cukrzyków